# Hemyda decumana
Hemyda decumana är en tvåvingeart som beskrevs av Henry J. Reinhard 1958. Hemyda decumana ingår i släktet Hemyda och familjen parasitflugor. Inga underarter finns listade i Catalogue of Life.